# Марабела
Марабела (енгл. Marabella) је бивши град у јужном Тринидаду, лоциран између Сан Фернанда (на југу) и Поинт-а-Пјера (на северу). На мапама из раног 19. века истакнуто је као Марабела чвориште због железничке раскрснице са Вилијамсвилом и другим централним областима земље. Првобитно посебан град, укључен је у град Сан Фернандо 1990их.
Марабела је била дом Јунион парк турф клуба (место за коњске трке) који је касније претворен у стадион Мени Ремџон, један од пет главних стадиона на Тринидаду и Тобагу, а остали стадиони су Ато Болдон, Лари Гомес, Хаслеи Кравфорд и Двајт Јорк.
Добио је надимак „Град који никад не спава“, град је увек активан, јер његов ноћни живот у продаји хране и баровима траје скоро 24 сата дневно. Марабела представља лонац за топљење широких етничких група за „креч” и ”оле талк”.
Локација Марабеле у близини аутопута Соломон Хочој и Јужног главног пута олакшава приступ свим деловима Тринидада. Ова приступачност у комбинацији са комерцијалном инфраструктуром чини Марабелу врхунским стамбеним подручјем. Данас се назива „комерцијалним чвориштем јужног Тринидада“.
Марабела је дом за неколико врућих тачака као што су Мона роти продавница, Белаир продавница, Сатерн Маринес Пан-Јард, Морис Чанг гросери (сада Чанг брадерс ликер стора), Тринпад, Хобоско театар (незаузето), Гласес рам шоп, ЈТА Супермаркет, Пијаца Марабела и пластеник у Марабели.
Марабела, као и многа друга насеља средње класе на Тринидаду, има контингент свог становништва који живи испод границе сиромаштва у областима као што су Беј Роуд и „Стара линија воза“. Марабела је позната и по висококвалификованом спортском кадру, међу којима су Рафик Џумадин (крикеташ Западне Индије), Лојд Џон (бициклиста), Патриша Шерил Дајт, Хорас Туит (алекалија), Ричард Кванчан (национални фудбалер и хокејаш), Дон Смит, Фицрој Гисепи, Рој Хари и Џони Депејза (боксери). Био је дом неколико оркестара као што су Саутерн Маринс, Скарлет Симфони, Јоиландерс, Авалонс и Комбос.
Марабела се такође може похвалити познатим забављачима, укључујући Џемела Забављача и ДЈ Флопса.